# Torremolinos
Torremolinos è un comune spagnolo di 68 661 abitanti, situato nella Comunità Autonoma dell'Andalusia.

## Toponomastica
Il nome Torremolinos appare per la prima volta nella mappa del Marchese dell'Ensenada del 1748. Il suo nome proviene dalle parole torre e molinos. Anticamente esisteva una gran quantità di mulini ad acqua in questa zona, benché attualmente si conservi solo il Mulino di Inca. Torre fa riferimento alla Torre dei Mulini (in spagnolo: Torre de los Molinos), conosciuta anche come Torre de Pimentel, un'antica torre d'avvistamento situata in città.

## Monumenti e luoghi d'interesse
- Calle San Miguel, l'arteria principale della città;
- Cuesta del Tajo, zona popolare pittoresca;
- Spiaggia di El Bajondillo,
- Spiagge di Playamar, Los Alamos, La Carihuela e Montemar;
- Castello di Santa Chiara;
- La Nogalera.